# Cop d'estat a la Unió Soviètica de 1991
El cop d'estat a la Unió Soviètica va ser realitzat, l'agost de 1991, pels mateixos militars soviètics que estaven especialment ressentits amb la perestroika. Les destitucions d'alts càrrecs conservadors com a part de la perestroika, la retirada de la Guerra afganosoviètica, la incapacitat de controlar els brots nacionalistes al Caucas i l'abandonament de tot el model defensiu soviètic a l'Est d'Europa havien causat molt malestar.
El cop d'estat contra Gorbatxov intentat el 19 d'agost va ser tan indecís com el conjunt de la situació política de l'URSS. Els impulsors del cop, que formaven part de l'equip de govern format per Gorbatxov mig any abans, creien que el desprestigi acumulat pel líder entre la gran massa de població civil era de tanta envergadura que n'hi hauria prou d'arrestar-lo i ocupar militarment els carrers per assegurar-se el poder.
Els colpistes estaven mal organitzats i es va trobar amb una resistència efectiva tant de Borís Ieltsin com d'una campanya civil de manifestants anticomunistes, principalment a Moscou, i l'intent va fracassar per la imatge poc convincent de la junta colpista i la desídia dels comandaments mitjans, la tropa, la KGB i la fracció de la població que podia estar a favor dels canvis.
D'altra banda, Borís Ieltsin, que va ser incomprensiblement subestimat pels conspiradors, va aconseguir erigir-se en líder carismàtic de l'oposició al cop. I, per acabar, els moderns mitjans informatius de la premsa occidental, a través d'emissions televisives via satèl·lit i en directe, van oferir una imatge de tanta indecisió en l'operatiu colpista que van privar de tota credibilitat internacional la nova junta formada per comunistes de la línia ortodoxa i militars.
No obstant això, el lideratge de Gorbatxov i la mateixa URSS van sobreviure només uns mesos. El reconeixement occidental de la independència de les repúbliques bàltiques va obligar a fer el mateix amb la resta de les repúbliques soviètiques, una per una. Borís Ieltsin, buscant desbancar Gorbatxov, va proposar aplicar a Rússia tot un seguit de reformes econòmiques radicals que, de fet, suposaven posar fi al sistema. Així, al novembre es va il·legalitzar el Partit comunista. Quan en el marc del Referèndum de la Unió Soviètica de 1991 l'1 de desembre els ucraïnesos van votar en referèndum per la independència total de la república, va començar l'allau.
Una setmana més tard, els líders de Rússia (Ieltsin), Ucraïna (Leonid Kravtxuk) i Belarús (Stanislav Xuixkèvitx) van signar per sorpresa un acord pel qual es comprometien a crear una "Comunitat d'Estats Independents" (CEI). L'acord va ser ratificat a final de mes per onze repúbliques a Alma-Ata (Kazakhstan). El 25 de desembre, Gorbatxov va dimitir del càrrec de president de l'URSS, es va plegar la bandera vermella del Kremlin i es va aixecar la russa: la Unió Soviètica havia deixat d'existir.